# (32023) 2000 HO89
2000 HO89 (asteroide 32023) é um asteroide da cintura principal. Possui uma excentricidade de 0.22570710 e uma inclinação de 2.23276º.
Este asteroide foi descoberto no dia 29 de abril de 2000 por LINEAR em Socorro.